# Cajeputolja

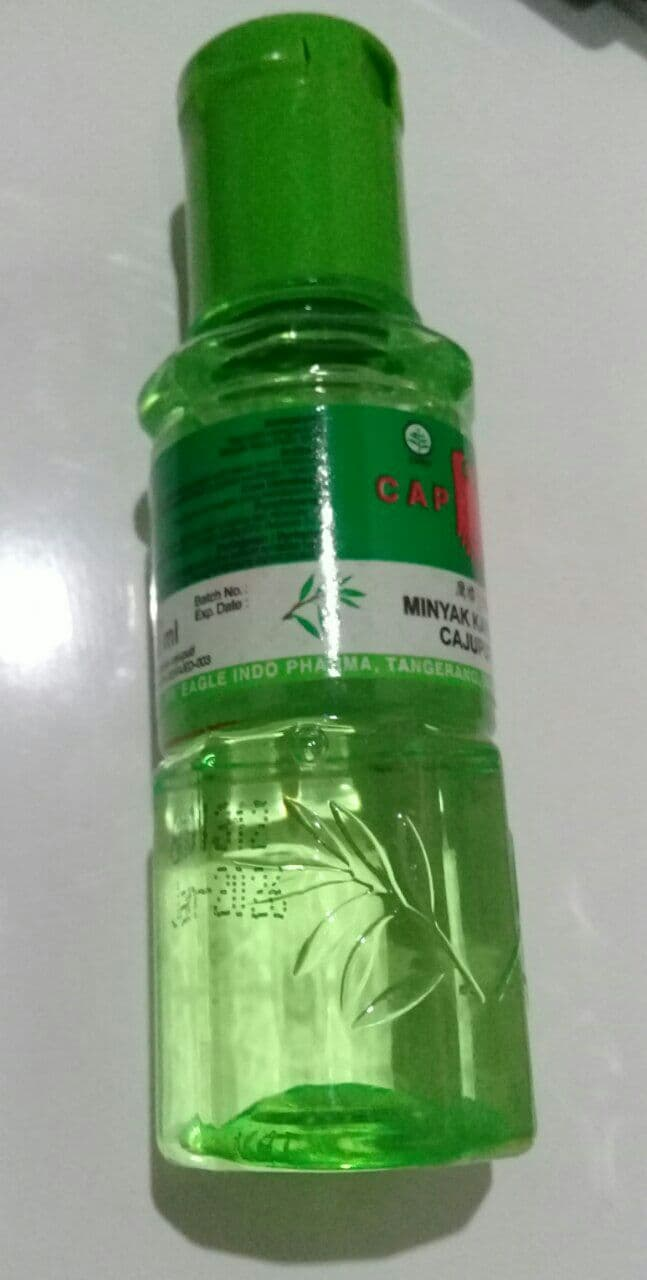
Cajeputolja

Cajeputolja (CAS-nr 93685-34-8) är en eterisk olja som framställs genom destillation av bladen av myrtenväxterna Melaleuca leucadendron och Melaleuca minor, som växer i Sydostasien och norra Australien. Den råa oljan har en doft av kamfer och rosmarin och har en aromatisk, något bitter smak. 
Den är en genomskinlig, färglös till ljusgul olja, och omdestillerad färglös eller svagt gul.
Tidigare var den ibland grön till färgen, beroende på kopparhalten, som kom från de kärl som används vid destilleringen. Färgen avlägsnades genom raffinering av oljan genom omdestillation.
Oljan används huvudsakligen för medicinskt bruk i södra Asien. Den tillskrivs bakteriedödande, virushämmande och slemlösande egenskaper.
Den kommer också till användning som doftmedel i olika sammanhang såsom rengöringsmedel, hudkrämer, parfymer, rumsparfymer eller insektsmedel.